# Шармайтис-Ромайтис, Ромас Яковлевич
Ромас Яковлевич Шармайтис-Ромайтис — советский хозяйственный, государственный и политический деятель, учёный-историк, доктор исторических наук, профессор, член-корреспондент АН ЛССР.

## Биография
Родился в 1909 году в селе Жукляй. Член КПСС.
С 1929 года — на хозяйственной, общественной и политической работе. В 1929—1990 гг. — член Укмергского подпольного комитета ЛКП, арестован, осуждён, обменян в Советский Союз, студент Западного университета марксизма-ленинизма при Международной Ленинской школе, заместитель директора, главный редактор Государственного издательства Литовской ССР, помощник секретаря ЦК КП(б) Литвы, заместитель главного редактора, главный редактор газеты «Tiesa», заместитель заведующего отделом агитации и пропаганды ЦК КП(б) Литвы, ответственный секретарь Правления Союза писателей ЛССР, слушатель Высшей партийной школы при ЦК ВКП (б), директор Института истории партии при ЦК КП Литвы.
Избирался депутатом Верховного Совета Литовской ССР 3-10-го созывов.
Умер в Вильнюсе в 1995 году.